# Tom Slager
Thomas (Tom) Slager (Weltevreden, 17 april 1918 - Petaluma, 11 juni 1994) was een Nederlandse kunstschilder en tekenaar van voornamelijk landschappen. Hij was de zoon van A.W. (Hein) Slager (1878-1947) en Willy Cordes (1880-1971). Aldus was Tom een kleinzoon van de schilders P.M. Slager en C.F. Cordes. Tom Slager bleek door zijn beide grootvaders erfelijk begiftigd met schilderstalent. Zijn grootmoeder, Maria Elizabeth Cordes-Bastiaans, was een getalenteerde pianist/organist en kwam uit een belangrijke organistenfamilie.

## Biografie
Hoewel zijn vader Hein volgens familieleden ook aanleg had voor tekenen en schilderen is hij geen kunstenaar geworden. Kort na hun huwelijk vertrekken Hein en Willy naar Nederlands-Indië waar Hein bij de Indische telefoondienst gaat werken. Hij brengt de eerste telefoonverbinding tussen Sumatra en zijn familieleden in Nederland tot stand. In Weltevreden bij Batavia (later Jakarta) wordt hun enige kind, Tom, geboren.
In 1929 komt het gezin terug naar Nederland. Tom gaat naar de Nutschool, de Rijks-HBS en de Koninklijke School voor Kunst Techniek en Ambacht in Den Bosch.
In 1939 heeft Tom zijn diensttijd vervuld als chauffeur. Hij gaat in Amsterdam twee jaar naar het Instituut voor de opleiding van Tekenleraren en moet dan onderduiken. In de oorlogsjaren is hij veel in de Brabantse natuur te vinden, die hij als zijn atelier beschouwde. Na de oorlog gaat Tom reizen en dat heeft hij niet meer opgegeven.
Als zijn oudere familieleden had Tom een grote belangstelling voor het landschap en de bebouwde omgeving als onderwerp voor zijn werk. In die zin sluit hij naadloos bij de andere vertegenwoordigers van de familie Slager aan. Maar Tom onderscheidde zich van hen doordat de kunst van de twintigste eeuw meer dan bij zijn familieleden een stempel op zijn werk heeft gezet. Ook zocht hij zijn inspiratie verder. Hij huwde Joop van der Linden en reisde met haar vanuit hun woning in Vught naar Frankrijk, Italië, Spanje en Californië. Tom was dan ook het meest internationaal georiënteerde lid van de Bossche schildersfamilie Slager.
Hij had bewondering voor zijn oom Frans en hechtte waarde aan diens oordeel over zijn eigen werk. Hij schilderde voornamelijk landschappen in olieverf, waarvan een groot deel van Vught en omgeving en een ander groot deel in mediterrane sfeer. Zijn latere schilderijen laten een fel en bont kleurgebruik zien met grote licht-donker tegenstellingen.
Tom Slager overleed op 11 juni 1994 op 76-jarige leeftijd in Petaluma, Californië. Hij is de laatste kunstenaar van de familie en vertegenwoordigt als enige de derde generatie. Op 28 november 2013 werd de Collectie Tom & Joop Slager overgedragen aan Museum Slager te 's-Hertogenbosch, waaronder schilderijen, tekeningen en aquarellen, maar ook persoonlijke bezittingen, zoals penselen, schilderspaletten, foto's, brieven en aantekenboekjes. De overdracht had ook een historische dimensie, want nu zijn werken van alle schilderende leden van de familie Slager voor het eerst verenigd in Museum Slager.
Werk van Tom Slager wordt dus tentoongesteld in Museum Slager, maar is ook te zien in bijvoorbeeld het Vughts Museum.